# Gaggiolo
Gaggiolo is een plaats (frazione) in de Italiaanse gemeente Cantello.